# Trobabilitat
Trobabilitat és un terme que descriu la facilitat amb la qual la informació continguda en un lloc web pot ser trobada, tant des de fora del lloc web (utilitzant motors de cerca i similars) com pels usuaris que ja naveguen per les seves pàgines.
Tot i que el terme trobabilitat té rellevància en entorns diferents del World Wide Web, és en aquest context que generalment és utilitzat. Es creu que Heather Lutze va ser la creadora del terme a principis dels anys 2000. S'atribueix a Peter Morville la popularització del terme “trobabilitat” en el context del web. El 2005 el va definir com: “la capacitat dels usuaris per identificar un lloc web apropiat i navegar per les seves pàgines per descobrir i recuperar recursos d'informació rellevants”, tot i que sembla haver estat encunyat per primera vegada en un context públic, en relació al web i la recuperació d'informació, per Alkis Papadopoullos en un article del 2005 titulat “Findability”.
La trobabilitat inclou aspectes de l'arquitectura de la informació, el disseny d'interfícies d'usuaris, l'accessibilitat i l'optimització per a motors de cerca (SEO), entre d'altres. És per tant, un concepte que engloba tota la construcció dels continguts digitals per tal de fer-los visibles i útils per als usuaris de manera que hi puguin accedir a través de consultes simples i paraules clau senzilles, per la qual cosa és important: l'elecció de les paraules en la redacció dels continguts, l'etiquetatge, les metadades, el disseny del lloc web i de les seves pàgines, el posicionament en els motors de cerca, les opcions de cerca dins el lloc web, entre d'altres.
Aquesta necessitat sorgeix a causa del constant increment d'informació continguda a la xarxa i de la rapidesa amb la qual els usuaris realitzen les seves consultes, per la qual cosa cal assegurar que els continguts que incloem en la xarxa es recuperin al màxim a prop de la primera pàgina de resultats. Aspectes que apropen conceptualment la trobabilitat a l'accessibilitat web i la usabilitat.

## Avaluació i mesures
Hi ha diverses maneres en les quals la trobabilitat, o alguns dels seus aspectes, poden ser mesurats i avaluats. L'avaluació de la facilitat amb la qual la informació pot ser trobada, quan se cerca un lloc web utilitzant un motor de cerca o un sistema de recuperació d'informació, ha portat al desenvolupament de mesures de recuperació. Per altra banda, l'avaluació de la facilitat amb la qual la informació pot ser recuperada navegant (browsing) per les pàgines d'un lloc web ha portat al desenvolupament de diverses mesures de navegabilitat (per exemple PageRank, MNav, InfoScent (vegeu Information Foraging – rastreig de la informació), etc.).
La trobabilitat també pot ser avaluada via prova d'usabilitat o tree testing (test arbre de continguts).